# Acacia brachyloba
Acacia brachyloba é uma espécie de leguminosa do gênero Acacia, pertencente à família Fabaceae.